# Otto Fredrikson
Otto Fredrikson (Valkeakoski, Finlandia, 30 de noviembre de 1981) es un futbolista finlandés, se desempeña como guardameta y actualmente juega en Tromsø IL. 
Ha sido portero de la selección de fútbol de Finlandia en 13 ocasiones. Su primera convocatoria fue en un partido contra Turquía.

## Clubes
| Club                        | País      | Años          |
| --------------------------- | --------- | ------------- |
| OLS Oulu                    | Finlandia | 1995 - 1999   |
| Tervarit Oulu               | Finlandia | 2000 - 2001   |
| Borussia Mönchengladbach II | Alemania  | 2002 - 2005   |
| FF Jaro (cedido)            | Finlandia | 2004 - 2005   |
| Lillestrøm SK               | Noruega   | 2006 - 2009   |
| PFC Spartak Nalchik         | Rusia     | 2010 - 2012   |
| Lørenskog IF                | Noruega   | 2014 - 2015   |
| Kongsvinger IL              | Noruega   | 2015          |
| Vålerenga Fotball           | Noruega   | 2015          |
| Kongsvinger IL              | Noruega   | 2016          |
| Tromsø IL                   | Noruega   | 2017-presente |

- Datos: Q515844
- Multimedia: Otto Fredrikson / Q515844